# Ільїнське (Краснодарський край)
Ільїнське — село в Кущевському районі Краснодарського краю. Центр Ільїнського сільського поселення.
Населення 1 265 мешканців.
Село розташовано на річці Ельбузд (сточище Кагальника), у степовій зоні, за 16 км східніше станиці Кущевська.